# Троттер, Диди
Диди Троттер (англ. De'Hashia Tonnek ("DeeDee") Trotter; род. 8 декабря 1982, Туэнтинайн-Палмс, Калифорния) — американская спортсменка, специализируется в спринте в основном известна по выступлениям на дистанции 400 м. Двукратная олимпийская чемпионка, трёхкратная чемпионка мира.

## Биография
На Олимпийских играх 2004 года в Афинах, стала 5-й в беге на 400 м. В эстафете 4×400 м завоевала золотую медаль, но в связи с тем, что Кристал Кокс, которая участвовала в предварительном забеге в составе эстафетной команды, в 2010 году призналась в употреблении допинга в 2001—2004 гг. и в 2012 году была лишена золотой медали решением МОК, встал вопрос о лишении остальных членов сборной США, в том числе Диди Троттер, золотых медалей в этой эстафете. Если бы это произошло, золотая медаль досталась бы занявшей второе место сборной России. По правилам тех лет решение о лишении медалей сборной США должна была принимать ИААФ, но по состоянию на 18 августа 2016 года такого решения ИААФ не приняла.
На Олимпийских играх 2008 года в Пекине получила травму во время предварительного забега на 400 м, и не участвовала в решающих стартах.
На Олимпийских играх 2012 года в Лондоне стала чемпионкой в составе эстафетной команды, в забеге 4×400 м, а в личном беге на 400 м завоевала бронзовую медаль.
На летних чемпионатах мира завоевала за свою карьеру две золотые медали, обе в эстафетах 4×400 м, кроме того имеет одну золотую медаль зимнего чемпионата мира, так же в эстафете 4х400 м.

## Личные рекорды
- на открытом воздухе
  - 100 метров — 11,65 с (Афины, 2002)
  - 200 метров — 23,04 с (Нью-Йорк, 2006)
  - 400 метров — 49,64 с (Индианаполис, 2007)
- в помещении
  - 200 метров — 23,19 с (Фейтвиль, 2005)
  - 300 метров — 36,42 с (Фейтвиль, 2007)
  - 400 метров — 51,23 с (Альбукрке, 2010)

## Результаты
Лучшие результаты по годам и место в списке мирового сезона
| Год   | 2003  | 2004  | 2005  | 2006  | 2007  | 2008  | 2009  | 2010  | 2011  | 2012  |
| ----- | ----- | ----- | ----- | ----- | ----- | ----- | ----- | ----- | ----- | ----- |
| 400 м | 50,66 | 50,00 | 49,88 | 49,80 | 49,64 | 50,88 | 52,00 | 51,52 | 51,17 | 49,72 |
| Место | 11    | 8     | 5     | 5     | 3     | 22    | 71    | 36    | 27    | 7     |